# Cobubatha punctifinis
Cobubatha punctifinis là một loài bướm đêm trong họ Noctuidae.